# Anstey Range
Anstey Range är ett berg i Kanada.   Det ligger i provinsen British Columbia, i den centrala delen av landet, 3 200 km väster om huvudstaden Ottawa. Toppen på Anstey Range är 1 937 meter över havet.
Terrängen runt Anstey Range är huvudsakligen mycket bergig. Runt Anstey Range är det mycket glesbefolkat, med 2 invånare per kvadratkilometer.. Det finns inga samhällen i närheten.
I omgivningarna runt Anstey Range växer i huvudsak barrskog.